# Liste der Abgeordneten zum Istrianischen Landtag (XI. Wahlperiode)
Diese Liste der Abgeordneten zum Istrianischen Landtag (XI. Wahlperiode) listet alle Abgeordneten zum Istrianischen Landtag der Markgrafschaft Istrien in der XI. Wahlperiode auf. Die Abgeordneten der XI. Wahlperiode wurden 1914 gewählt, traten jedoch auf Grund des Ausbruchs des Ersten Weltkriegs nie zusammen.

## Wahlen und Sessionen
Auf Grund des Sprachenstreits hatte die Sitzungstätigkeit des Landtags der X. Wahlperiode bereits am 18. Oktober 1910 geendet. Nachdem jahrelange Verhandlungen nicht zu einer Wiederaufnahme des Landtags führten, sah die Regierung 1914 nur eine Auflösung des Landtags als Alternative. In der Folge wurde der Landtag mit dem kaiserlichen Patent vom 29. Jänner 1914 aufgelöst. Die Wahlen wurde im Juni 1914 durchgeführt, die Wiederaufnahme der Landtagstätigkeit scheiterte jedoch am Ausbruch des Ersten Weltkriegs.

## Landtagsabgeordnete
Der Landtag umfasste 47 Abgeordnete. Dem Landtag gehörten dabei fünf Vertreter des Großgrundbesitzes, zwei Vertreter der Handels- und Gewerbekammer Laibach, 14 Vertreter der Städte und 15 Vertreter der Landgemeinden. Hinzu kam drei Virilstimmen und die acht Abgeordneten der allgemeinen Wählerklasse
Die Tabelle enthält im Einzelnen folgende Informationen:
| Name:        | Name des Abgeordneten |
| Wahlklasse:  | Die dem Klassenwahlrecht entsprechende Wahlklasse bzw. Kurie: I. Wahlklasse = Virilstimme (Bischof von Laibach); II: Adelige des Großen Grundbesitzes; III: Handels- und Gewerbekammer; IV: Zensuswahlklasse unterteilt nach Städten/Orten bzw. Landgemeinden; |
| !WK-Nr.      | Wahlkreisnummer |
| Region:      | Die im Wahlbezirk enthaltenen Städte bzw. Gerichtsbezirke (Landgemeindewahlbezirke) |
| Anmerkungen: | Veränderungen während der Periode durch Tod, Mandatsverzicht oder spätere Angelobung |

| Name                  | Wahlklasse                     | WK-Nr. | Region                        | Anmerkung |
| --------------------- | ------------------------------ | ------ | ----------------------------- | --------- |
| Amoroso Giacomo       | Großgrundbesitz                | I      |                               |           |
| Andrijčić Ante        | Landgemeinden                  | VII    | Veglia                        |           |
| Apollonio Carlo       | Landgemeinden                  | I      | Parenzo                       |           |
| Bartoli Matteo        | Städte, Märkte, Industrialorte | VI     | Rovigno                       |           |
| Belli Nicolò          | Städte, Märkte, Industrialorte | IV     | Capodistria                   |           |
| Bennati Felice        | Handels- und Gewerbekammer     | I      |                               |           |
| Carvin Giuseppe       | Städte, Märkte, Industrialorte | II     | Pola                          |           |
| Červar Juraj          | Städte, Märkte, Industrialorte | XIV    | Volosca                       |           |
| Červar Šime           | Landgemeinden                  | V      | Pinguente                     |           |
| Chersich Innocente    | Städte, Märkte, Industrialorte | XIII   | Cherso                        |           |
| Corazza Angelo        | Landgemeinden                  | I      | Parenzo                       |           |
| Corenich Rodolfo      | Allgemeine Wählerklasse        | III    | Pola                          |           |
| Costantini Costantino | Großgrundbesitz                | I      |                               |           |
| Dapas Francesco       | Landgemeinden                  | I      | Parenzo                       |           |
| Davanzo Andrea        | Allgemeine Wählerklasse        | II     | Parenzo                       |           |
| Franco Giovanni       | Städte, Märkte, Industrialorte | IX     | Buje                          |           |
| Grašić Josip          | Landgemeinden                  | IV     | Mitterburg                    |           |
| Haračić Ambroz        | Landgemeinden                  | VII    | Veglia                        |           |
| Karlin Andrej         | Virilstimme                    |        | Bistum Triest und Capodistria |           |
| Kirac Luka            | Landgemeinden                  | VI     | Pola                          |           |
| Kurelić Šime          | Städte, Märkte, Industrialorte | XI     | Mitterburg                    |           |
| Laginja Matko         | Allgemeine Wählerklasse        | VI     | Mitterburg                    |           |
| Mahnić Antun          | Virilstimme                    |        | Bistum Veglia                 |           |
| Mandić Matko          | Allgemeine Wählerklasse        | IV     | Capodistria                   |           |
| Milić Ivan            | Allgemeine Wählerklasse        | V      | Monona                        |           |
| Millevoi Francesco    | Großgrundbesitz                | I      |                               |           |
| Mrach Vittorio        | Großgrundbesitz                | I      |                               |           |
| Nicolich Alessandro   | Städte, Märkte, Industrialorte | XII    | Lussinpiccolo                 |           |
| Pederzolli Tryphon    | Virilstimme                    |        | Bistum Parenzo                |           |
| Pesante Giovanni      | Allgemeine Wählerklasse        | II     | Parenzo                       |           |
| Poščić Ivan           | Landgemeinden                  | III    | Volosca                       |           |
| Ribarić Josip         | Landgemeinden                  | III    | Volosca                       |           |
| Rizzi Lodovico        | Städte, Märkte, Industrialorte | I      | Pola (Stadt)                  |           |
| Salata Francesco      | Großgrundbesitz                | I      |                               |           |
| Sancin Ivan           | Landgemeinden                  | V      | Pinguente                     |           |
| Sbisà Domenico        | Städte, Märkte, Industrialorte | X      | Dignano                       |           |
| Sbisà Tullio          | Städte, Märkte, Industrialorte | VIII   | Parenzo                       |           |
| Škerbec Matej         | Landgemeinden                  | II     | Capodistria                   |           |
| Spadaro Pietro        | Allgemeine Wählerklasse        | I      | Pirano                        |           |
| Spinčić Vjekoslav     | Allgemeine Wählerklasse        | VII    | Volosca                       |           |
| Stihović Josip        | Städte, Märkte, Industrialorte | III    | Pola                          |           |
| Trinajstić Dinko      | Landgemeinden                  | IV     | Mitterburg                    |           |
| Valentič Jožef        | Landgemeinden                  | II     | Capodistria                   |           |
| Ventrella Almerigo    | Städte, Märkte, Industrialorte | V      | Pirano                        |           |
| Zarotti Nicolò        | Handels- und Gewerbekammer     | I      |                               |           |
| Zorzenon Francesco    | Städte, Märkte, Industrialorte | VII    | Isola                         |           |
| Zuccon Ivan           | Landgemeinden                  | VI     | Pola                          |           |